# Doctor P
Doctor P (* 9. April 1986, bürgerlich Shaun Brockhurst) ist ein britischer DJ und Musikproduzent in den Bereichen Brostep und Dubstep. Auch geht sein Stil in Richtung Drum and Bass. Bevor er Dubstep als Doctor P produzierte, arbeitete er unter dem Pseudonym DJ Picto. Weiterhin produziert er gemeinsam mit DJ Swan-E unter dem Namen Slum Dogz Musik. Gemeinsam mit Flux Pavilion, DJ Swan-E und Earl Falconer von UB40 gründete er das Plattenlabel Circus Records. Bislang konnte er eins seiner Lieder in den Charts platzieren, Superbad, einen Titel, den er gemeinsam mit Flux Pavilion produzierte. Der Song konnte Platz 61 der britischen Charts erreichen, blieb allerdings nur zwei Wochen in den Top 100.

## Veröffentlichungen
Bislang veröffentlichte Doctor P elf Singles und einige Remixe.
Singles
- 2010
  - Sweet Shop
  - Flying Spaghetti Monster
  - Gargoyle
  - Badman Sound
  - Big Boss
  - Black Books
  - Stinkfinger (mit Flux Pavilion)
  - Watch Out
- 2011
  - Tetris
  - Superbad (mit Flux Pavilion)
- 2012
  - Neon (mit Jenna G)
  - Galaxies & Stars (featuring Ce’Cile)

Remixe (Auswahl)
- Caspa – Marmite
- Example – Last Ones Standing
- DJ Fresh – Louder (mit Flux Pavilion)
- Plan B – Love Goes Down
- Ed Sheeran – Drunk